# Kaosteori
Kaosteori er det populære navn for det, der i videnskaben kaldes for ikke-lineær dynamik.
Selvom teorien i sig selv er af matematisk karakter, så er det et emne, der forskes i inden for mange forskellige grene af videnskaben, f.eks; fysik, astronomi, meteorologi, kemi, biologi, økonomi og sociologi. Fælles for disse videnskaber er, at de benytter matematiske modeller til at beskrive systemer eller sammenhænge mellem forskellige faktorer. Hvis modellerne er dynamiske, men ikke- lineære, i matematisk forstand, så er der stor sandsynlighed for, at systemet/samspillet udviser kaotiske egenskaber.
Et grundtræk ved kaotiske systemer er, at de er ekstremt følsomme over for startbetingelserne. Selv små ændringer i startbetingelserne kan føre til et markant anderledes resultat – den såkaldte sommerfugleeffekt. Man kan vise, at forskellen mellem resultaterne af en kaotisk model kørt i tid, med to næsten ens startbetingelser, udvikler sig eksponentielt.
Kaosteoriens historie er lang, og strækker sig helt tilbage til Newtons tid, det første gennembrud kommer dog først mellem Henri Poincarés arbejde i 1880'erne på trelegemeproblemet og Birkhoffs bevis af ergodisk teori i 1931. I 1961-1963 genopdager Lorenz kaosteorien under et studie af vejrsystemer, der fører ham til at fremkomme med den berømte sommerfugleeffekt bemærkning. Feltet blev dog først endeligt navngivet i 1975, og endeligt anset for sit eget selvstændige felt fra slutningen af 1980erne.

## Teorien i grundtræk
Kaosteorien beskriver den tidslige udvikling i et ikke-lineært dynamisk system.
- At et system er dynamisk betyder, at den tilstand, systemets elementer befinder sig i, ændres over tid.
- At et system er ikke-lineært betyder, at en eller flere af de variable, der indgår i beskrivelsen, optræder i f.eks. en potens eller er indlejret i ikke-lineære funktioner f.eks.; {\displaystyle x^{2},\log x,\sin x,\cos x} osv.

Kaos opstår, fordi modellerne/ligningerne, selvom de måtte være deterministiske, ikke kan løses analytisk. Populært sagt kan man ikke isolere x på den ene side af lighedstegnet, og/eller fordi løsningen af de enkelte ligninger i modellen afhænger af løsningen af de andre ligninger i modellen. Man kører så at sige i ring.
I stedet omskriver man differentialligningerne (det er dem der styrer udviklingen i tid) til differensligninger (som er en slags tilnærmet differentialligning) og regner så et lille bitte skridt frem. Men herved begår man egentlig en lille fejl, idet disse ikke fører til det rigtige resultat til det nye tidspunkt, omend det sikkert ligger endog meget tæt på det rigtige. Problemet er, at man gør fejlen større og større, for hver gang man regner fremad, og på et tidspunkt havner man så et helt andet sted, end man egentlig burde. Fejlen man laver vokser eksponentielt.

### Eksempel – Lorenz ligninger
Det er disse tre koblede differentialligninger, Lorenz regnede på i forbindelse med sit arbejde med at beskrive konvektion i atmosfæren. Det har senere vist sig, at de samme ligninger optræder i beskrivelsen af så forskellige ting som lasere og dynamoer.

{\displaystyle {\dot {x}}\quad =\quad \sigma (x-y)}

{\displaystyle {\dot {y}}\quad =\quad rx-y-xz}

{\displaystyle {\dot {z}}\quad =\quad xy-bz}

Uden at dykke ned i matematikken, så skal man her se, at de tre ligninger er afhængige af hinanden – de er koblede. Man kan ikke finde en løsning for x i den øverste uden at kende en løsning for y. Men for at finde y skal vi kende både x og z. Og tilsvarende for den nederste ligning. Prikken over hhv. x, y og z til venstre for lighedstegenet betyder, at det er den tidsligt afledte af de tre variable (altså hvor hurtigt x, y og z ændrer sig). Man kan desuden bemærke, de to ikke-lineære led; x z i midterste ligning og x y i nederste ligning.
σ (det græske bogstav sigma) samt r og b er konstanter, der definerer systemet. Hvis disse ændres, beskriver man således et andet system. Det er kun for nogle værdier af σ, r og b at kaos opstår.

## Navnet
Navnet "Kaos" stammer fra en artikel af Tien-Yien Li og J. A. Yorke med titlen "Period Three Implies Chaos" (oversat: "Periode tre betyder kaos") i American Mathematical Monthly i 1975. Efter den hang Kaos-navnet ved og kom til at betegne hele forskningsfeltet.

## Teoriens oprindelse
Fundamentet for kaosteorien blev egentlig lagt helt tilbage i midten af 1600-tallet. Isaac Newton havde netop opfundet differentialligningen. Og sammen med sine betragtninger om gravitationen bruger han differentialligninger til at forklare Keplers love. Specielt løste han det såkaldte to-legeme-problem, dvs. det at kunne beregne to himmellegemers bevægelser omkring hinanden. Han forsøgte dernæst at løse tre-legeme-problematikken (f.eks. Sol-Jord-Måne), men hverken han eller andre (i årene efter) havde nogen succes med at opstille ligninger herfor. Det lykkedes dog Louis Lagrange i 1772 at finde stabile løsninger for fem bestemte situationer. (se Lagrange-punkter)

### Poincaré-snit
Gennembruddet kom i slutningen af 1800-tallet fra den franske fysiker Henri Poincaré. Han var mere fokuseret på, hvorvidt himmellegemernes baner var stabile eller ustabile, end på hvor de befandt sig. Poincarés metode bestod i at plotte positionerne med et bestemt interval – en slags tværsnit af systemets opførsel. Herved bliver det meget tydeligt om systemet opfører sig periodisk eller aperiodisk. Denne metodik er i dag et af standardværktøjerne i kaosteorien og kaldes Poincaré-afbildninger/Poincaré-snit.
Men der skulle gå næsten 100 år mere, før end man kunne tale om at en egentligt teori har set dagens lys. Forskningen i ikke linære dynamiske systemer drejede sig, i de mellemliggende år, hovedsageligt om dynamiske svingninger, f.eks. i radio-, radar- og laser-teknik. Man taler om at systemerne har såkaldte attraktorer, det vil sige, at der findes tilstande, hvor systemet drives henimod. Det er først med fremkomsten af computeren, at tingene for alvor tog fart.

### Lorenz strange-attraktor
Matematikeren og meteorologen Edward Lorenz arbejde i 1960erne på at lave computermodeller af konvektion i atmosfæren. Computeren gjorde ham i stand til at eksperimentere med ligningerne på en måde man ikke havde kunnet tidligere. Men han fandt aldrig nogen periodicitet i kørslen af sine modeller. I stedet fandt han at modellerne gav meget forskellige resultater, selv når han kun ændrede startværdierne en meget lille smule. Lorenz udledte, at systemet havde en iboende uforudsigelig egenskab, der gjorde det umuligt at lave nogen langsigtede prognoser. Han havde opdaget det vi i dag kalder; kaos i en strange-attraktor (har ikke noget dansk navn, men direkte oversat: 'underlig-attraktor').
Men Lorenz bemærkede også at der var struktur i hans kaotiske modeller. Han argumenterede for at modellen repræsenterede et uendeligt kompleks af overflader (“an infinite complex of surfaces”), hvilket vi i dag kalder for en fraktal.

### Feigenbaums figentræer
De næste ti år skete der ikke så meget. Ruelle og Takens studerede turbulens og fremsatte en abstrakt teori om hvornår turbulens opstår i væskestrømme, baseret på strange-attraktorer. Men så opdager fysikeren M.J. Feigenbaum, at der må være nogle universelle lovmæssigheder, der styrer overgangen fra regularitet til kaos (fra forudsigelighed til uforudsigelighed).
Feigenbaum laver diagrammer over hvordan systemer udvikler sig ved forskellige værdier af en eller flere kontrolparametre. Disse diagrammer kaldes bifurkations-diagrammer eller figentræer efter hans tyske efternavn og det at diagrammerne udviser en forgrenet træstruktur. Bifurkationerne/forgreningerne fremkommer når man følger grafen fra venstre mod højre. Efter et stykke tid er kaos indtruffet og det er ikke nogen systematik, men så pludseligt opstår nye regelmæssige perioder for en kort bemærkning inden de forsvinder igen.
Træstrukturen kommer frem i mange fuldstændigt forskellige systemer og den kaldes også for; periode fordoblingens vej til kaos. Det har vist sig, at der (uanset hvilket system der er tale om) er et fast forhold mellem to på hinanden følgende bifurkationer og at det forhold er styret af en konstant: δ = 4.669201…, kaldet Feigenbaums tal. En konstant som spiller samme rolle for kaos, som π gør det for trigonometri.
Zoomer man ind på et udsnit af diagrammet ses, at det udviser selvsimilaritet. Feigenbaums bifurkationsdiagrammer startede en lavine indenfor forskningen i dynamiske systemer, hvor mange forskere kastede sig ud i det nye felt. Godt inspireret af endnu en opdagelse. En opdagelse der også bragte den nye verden helt hjem i almindelige menneskers dagligstuer.

### Mandelbrots fraktaler
Matematikeren Benoît Mandelbrot havde gennem 1960erne opdaget at de samme mønstre gentog sig i prissætningen af forskelige varer på de finansielle markeder og på flere forskellige skalaer. Dette ledte ham til opfindelsen af begrebet 'rå'-hed i forbindelse med beskrivelsen af selvsimilære strukturer, herunder f.eks. kystlinjer. Desuden studerede Mandelbrot hvordan kunstige; landskaber, skyer, aktiekurser m.m. kunne dannes ud fra randomiserede (tilfældigt genererede) data. Han finder herefter også på begrebet en fraktal.
Senere studerede han de komplementære Fatou- og Julia-mængder (efter Pierre Fatou og Gaston Julia). Hvis nærliggende punkter (der er egentlig tale om komplekse tal) køres igennem den samme simple formel (typisk et 2. grads polynomium) igen og igen, så vil punkterne tilhøre en fatoumængde hvis de forbliver samlede, hvorimod de tilhører en juliamængde hvis de fjerner sig fra hinanden. I polynomiet er der en konstant der kan varieres fra eksperiment til eksperiment. Afhængig af konstanten vil juliamængden være enten sammenhængende eller splittet.
Mandelbrot finder en simpel metode til at finde ud af hvornår juliamængden er samlet hhv. splittet. Afbildningen, af hvilke konstanter der fører til samlede juliamængder, kaldes for mandelbrotmængden til ære for ham. Både julia- og mandelbrot-mængden er fraktaler. Mandelbrot producerer adskillige spektakulære computerbilleder af disse mængder og de når den brede offentlighed i løbet af 1980erne.
Oprindeligt var et kendetegn ved fraktaler, at de udviste selvsimilaritet. Dette er ikke længere et krav (men er ofte tilfældet). En fraktal er i dag en struktur der lever i et ikke heltalligt dimensionalt rum. F.eks. er Islands kyst fraktal. Kystlinjen er uendelig stor. Længden afgøres af hvor stor vores lineal er – jo mindre lineal, jo mere detaljeret kan vi måle. Derfor kan den ikke have dimensionen 1, og dog omslutter kystlinjen et endeligt areal med dimensionen 2.

## Eksempler på kaossystemer
- Bobleøkonomi